# 小菅正伸
小菅 正伸（こすが まさのぶ、1956年1月20日 - ）は、日本の会計学者。専門は管理会計。関西学院常任理事、関西学院大学副学長。日本原価計算研究学会会長や、竹中工務店監査役を歴任。

## 人物・経歴
1978年関西学院大学商学部卒業。1983年関西学院大学大学院商学研究科博士課程後期課程満期退学、関西学院大学商学部専任講師。1993年関西学院大学商学部教授。1994年マッコーリー大学客員研究員。1998年関西学院大学博士（商学）。2005年関西学院大学専門職大学院経営戦略研究科会計専門職専攻教授兼任。2006年公認会計士試験試験委員。2007年関西学院大学入試部長。2010年関西学院大学商学部長。2012年日本原価計算研究学会会長、竹中工務店監査役。2014年関西学院常任理事、関西学院大学副学長、関西学院大学教務機構長。2015年サンワカンパニー取締役、日本会計研究学会理事。2018年関西学院大学副学長、関西学院大学大阪梅田キャンパス代表。2019年関西学院大学副学長、関西学院大学大阪梅田キャンパス代表、関西学院大学西宮北口キャンパス代表。

## 著書
- 『行動的予算管理論』中央経済社 1992年
- 『基本原価会計論』中央経済社 1999年
- 『原価会計の基礎』中央経済社 2007年
- 『管理会計論 問題演習編』（山本浩二, 小倉昇, 尾畑裕, 中村博之と共編著）中央経済社 2008年